# Saphobius lesnei
Saphobius lesnei là một loài bọ cánh cứng trong họ Bọ hung (Scarabaeidae).